# Marijin oslobod
Marijin oslobod (obični oslobod, trn svete Marije, sikavica, lat. Silybum marianum), dvogodišnja raslinja iz porodice glavočika. Jedna je od dviju vrsta u rodu osloboda, druga je S. eburneum Coss. & Dur.
Marijin oslobod raširen je po Sredozemlju, a u Hrvatskoj ga ima uzduž Jadrana, osobito na Biokovu.
Stabljika može narasti do 2 metra visine, uspravna je, razgranata ili jednostavna, listovi naizmjenični, cvjetovi ljubičasti, cvatu od srpnja do rujna. Crnosmeđi plod s bijelim papusom lako se raznosi vjetrom.
Jestivi su gotovo svi dijelovi biljke. Kod dojilja potiče izlučivanje mlijeka. Ljekovita je, a u fitoterapiji se koristi sjeme.